# شارلوت پارک (فلوریدا)
شارلوت پارک (به انگلیسی: Charlotte Park) یک منطقهٔ مسکونی در ایالات متحده آمریکا است که در شهرستان شارلوت، فلوریدا واقع شده‌است. شارلوت پارک ۳٫۴ کیلومتر مربع مساحت و ۲٬۳۲۵ نفر جمعیت دارد و ۱ متر بالاتر از سطح دریا واقع شده‌است.